# Sochařský soubor Constantina Brâncușiho v Târgu Jiu
Sochařský soubor Constantina Brâncușiho v Târgu Jiu je poctou rumunským bojovníkům, kteří zastavili německou ofenzívu v Târgu Jiu během první světové války. Soubor vytvořený Constantinem Brâncușim se skládá ze tří samostatných soch - Stůl ticha (Masa Tăcerii), Brána polibku (Poarta Sărutului) a Sloup nekonečna (Coloana Infinitului), a tvoří osu západ-východ na vzdálenost přibližně 1300 m. Sousouší vzniklo na popud Ženské ligy v župě Gorj před dvacátým výročím odražené ofenzívy, slavnostně bylo otevřeno 27. října 1938.
Stůl ticha, symbolizující jídlo před bitvou, je vyroben z vápence a je obklopen 12 kamennými židlemi ve tvaru přesýpacích hodin. Stůl má průměr 2,15 m a výšku 0,88 m. Brána polibku, která se nachází u vstupu do parku, je vyrobena z travertinu a symbolizuje přechod do jiného života. Sloup nekonečna, původně nazývaný Sloup nekonečné vděčnosti, je nejdůležitějším dílem v komplexu a sestává z 16 završených dvojitých pyramid naskládaných na sebe a je celkem 29,33 m vysoký. Všechna díla přebírají motivy z oltenských zvyků, které byly pro Brâncuşiho velmi důležité.

## Fotogalerie

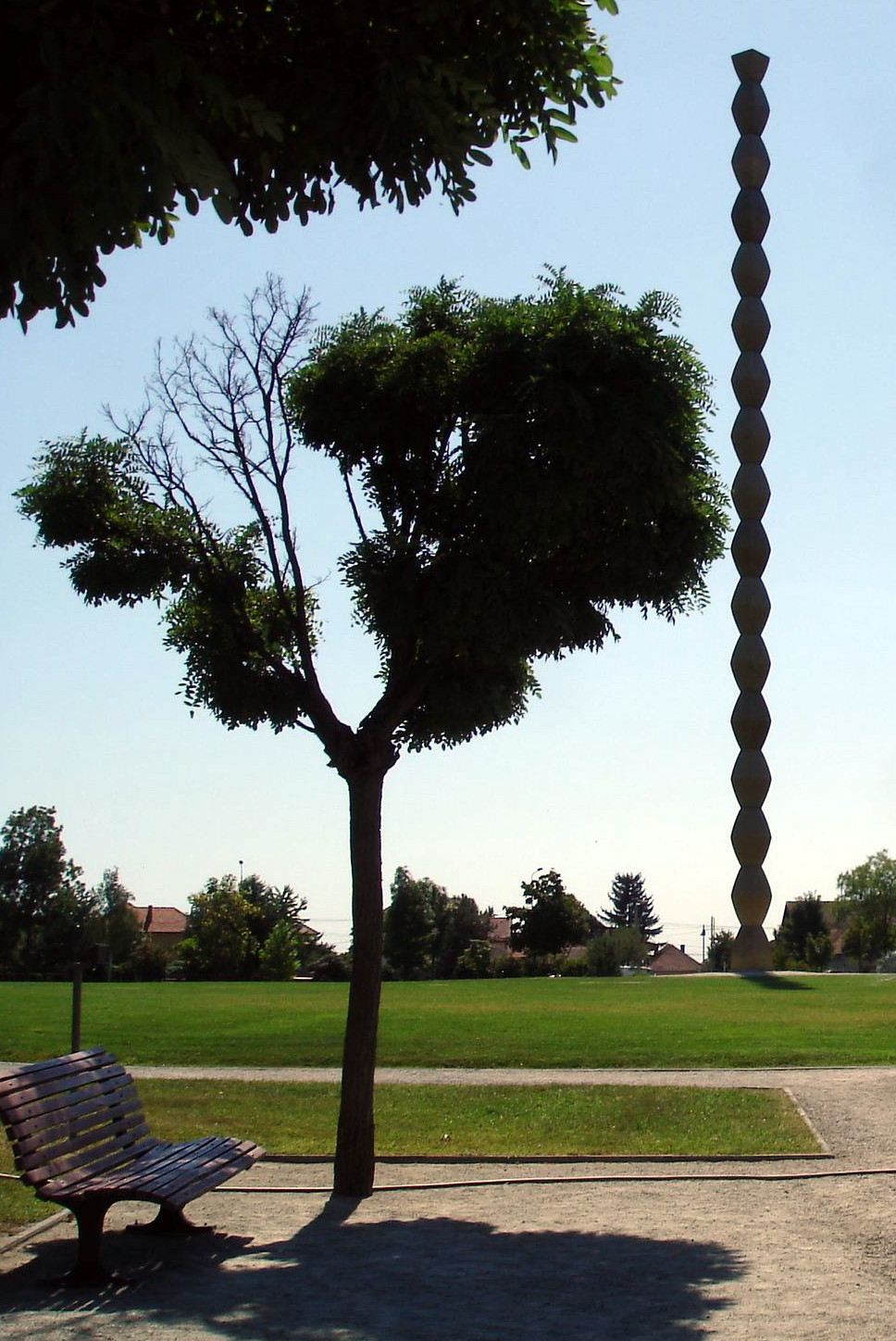
Sloup nekonečna
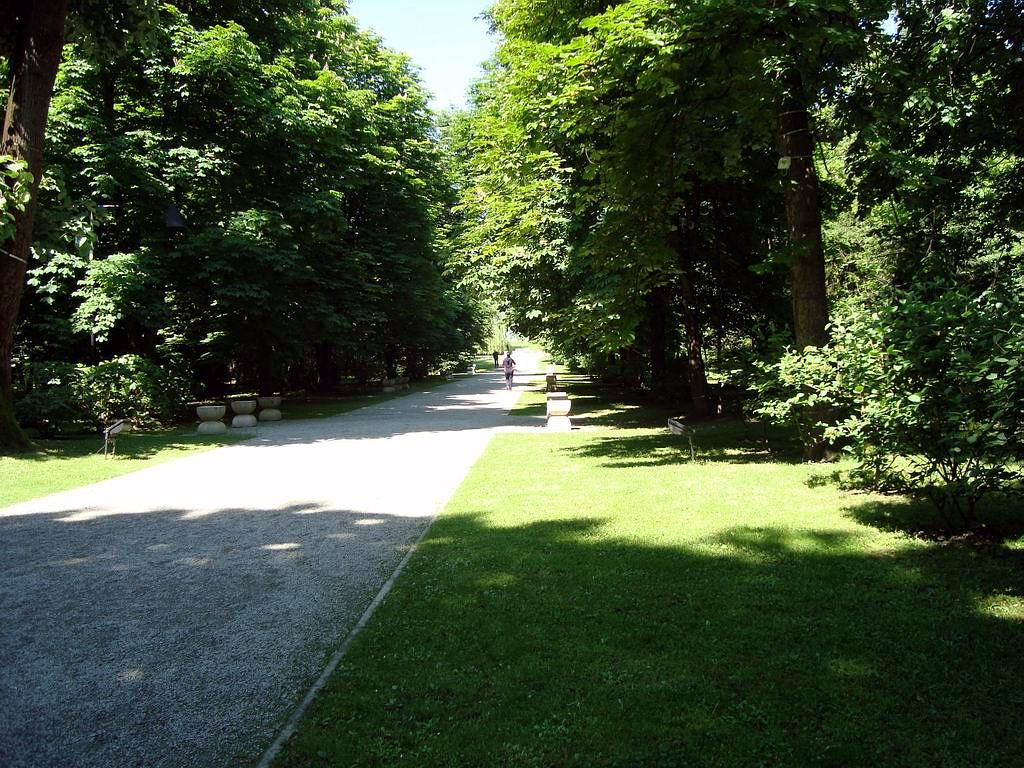
Brána polibku
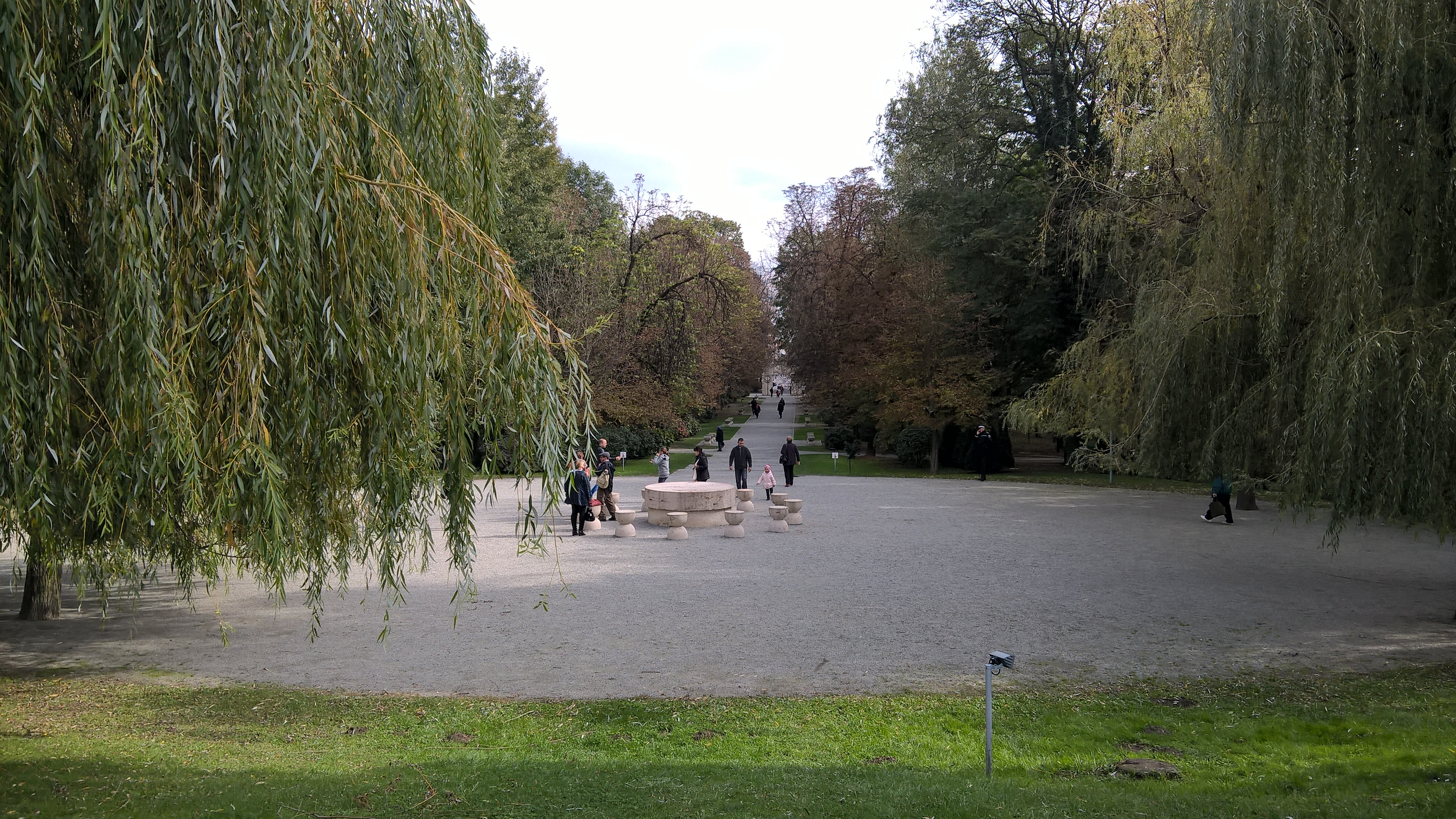
Stůl ticha